# 쉬징레이
쉬징레이(중국어: 徐静蕾;, 병음: Xu Jinglei, 1974년 4월 16일 ~ )는 중국의 배우, 영화 감독이다.

## 작품 목록
- 방가자 (감독, 제작, 각본, 출연)
- 더 트로프 (출연)